# Potemnemus rosenbergii
Potemnemus rosenbergii är en skalbaggsart som beskrevs av Vollenhoven 1871. Potemnemus rosenbergii ingår i släktet Potemnemus och familjen långhorningar. Inga underarter finns listade i Catalogue of Life.